# Streptocitta
Streptocitta este un gen de graur mare din familia Sturnidae. 

## Specii
| Imagine | Denumire șiințifică     | Denumire comună      | Distribuție                                               |
| ------- | ----------------------- | -------------------- | --------------------------------------------------------- |
|         | Streptocitta albertinae | Graur cu spate negru | Insulele indoneziene Taliabu și Mangole din Insulele Sula |
|         | Streptocitta albicollis | Graur cu gât alb     | Sulawesi și insulele mai mici adiacente din Indonezia     |